# Morti nel 1246
| Questa pagina contiene informazioni ricavate automaticamente dalle voci biografiche con l'ausilio del template Bio e di un bot. L'aggiornamento è periodico e automatico e ricostruisce completamente la pagina. Se manca una persona in questa lista, sei pregato di non aggiungerla, ma accertati piuttosto che la sua voce biografica contenga il template Bio e che i dati anagrafici siano correttamente compilati. Se il template Bio manca, inseriscilo tu stesso o, in alternativa, metti l'avviso {{tmp\|Bio}} che ne segnala la mancanza. Se i dati riportati sono sbagliati, correggi direttamente la voce biografica; le modifiche saranno visibili in questa lista entro pochi giorni. Per chiarimenti vedi il progetto biografie. La lista contiene solo le 26 persone che sono citate nell'enciclopedia e per le quali è stato implementato correttamente il template Bio. Pagina aggiornata al 26 mar 2025. |

- 25 febbraio - Dafydd ap Llywelyn, principe (n. 1215)
- 19 marzo - Sigfrido di Ratisbona, vescovo cattolico tedesco (n. 1188)
- 15 aprile - Pedro González, religioso spagnolo (n. 1190)
- 19 maggio - Umiliana de' Cerchi, religiosa italiana (n. 1219)
- 4 giugno - Isabella d'Angoulême, regina francese
- 15 giugno - Federico II di Babenberg, nobile austriaco (n. 1211)
- 16 giugno - Lutgarda di Tongres, monaca cristiana fiamminga (n. 1182)
- 22 luglio - Alberto da Reggio, patriarca cattolico italiano
- 30 settembre - Jaroslav II di Vladimir, principe (n. 1191)
- 30 settembre - Michele I, Granduca di Kiev, principe ucraino
- 13 ottobre - Matteo Rosso Orsini, nobile italiano (n. 1180)
- 16 ottobre - Roberto di Thourotte, vescovo cattolico francese
- 22 ottobre - Miecislao II il Grasso, nobile polacco
- 8 novembre - Berenguela di Castiglia, regina (n. 1180)
- 26 novembre - Gerhard von Malberg, tedesco
- Teodora Angelina, nobile bizantina (n. 1190)
- Enrico III, conte di Sayn, nobile tedesco
- Tommaso Gallo, filosofo francese
- Kaykhusraw II, sultano
- Gualtieri IV di Brienne, conte (n. 1205)
- Eva Marshal, nobile britannica (n. 1203)
- Temüge, condottiero mongolo (n. 1168)
- Teodoro d'Antiochia, filosofo, medico e traduttore siro
- Wansong Xingxiu, monaco buddista cinese (n. 1166)
- Ponç d'Ortafà, trovatore francese
- Alice di Champagne, nobile francese (n. 1195)